# Missionnaires de Mill Hill

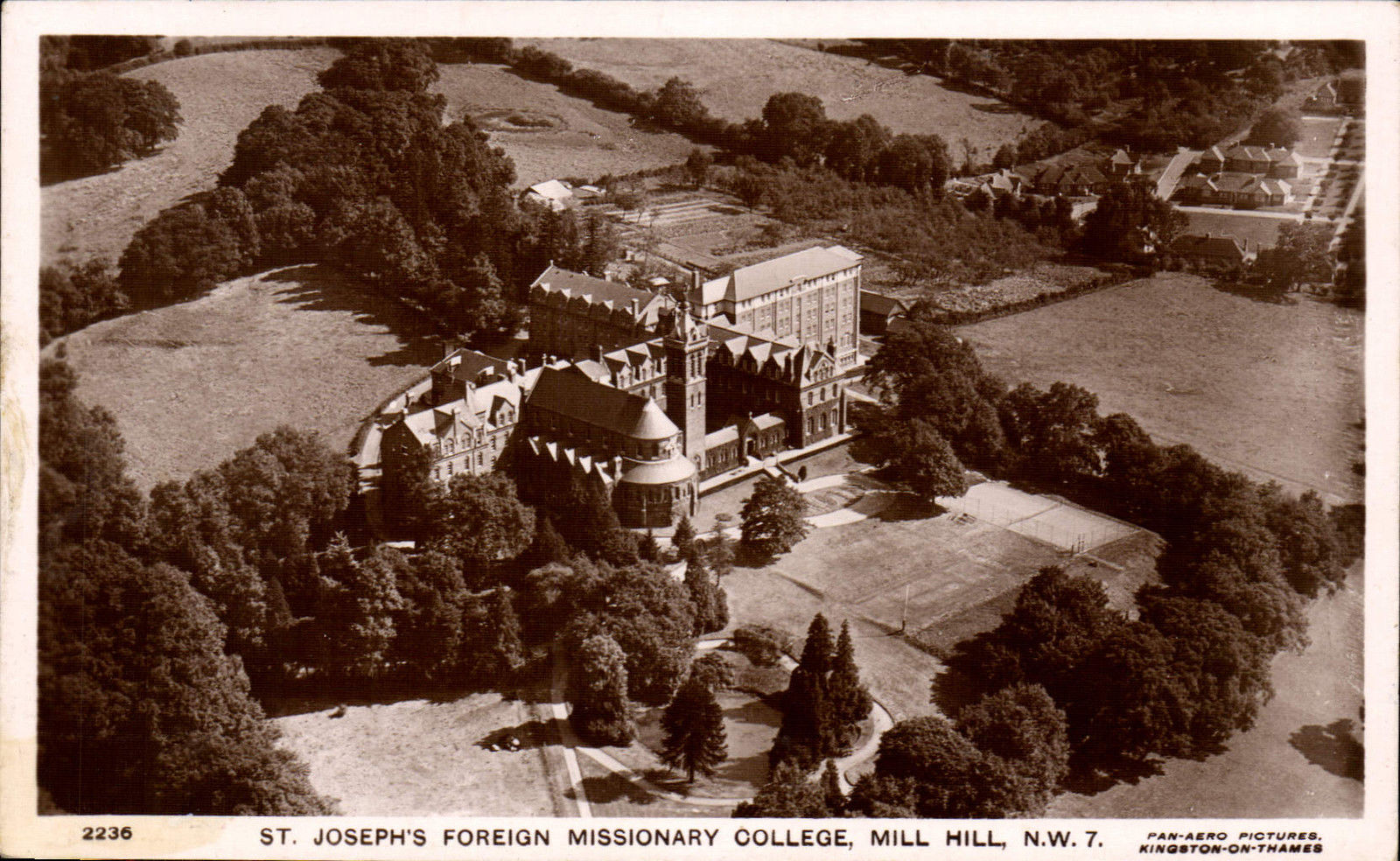
Séminaire et collège Saint-Joseph fermé en 2006

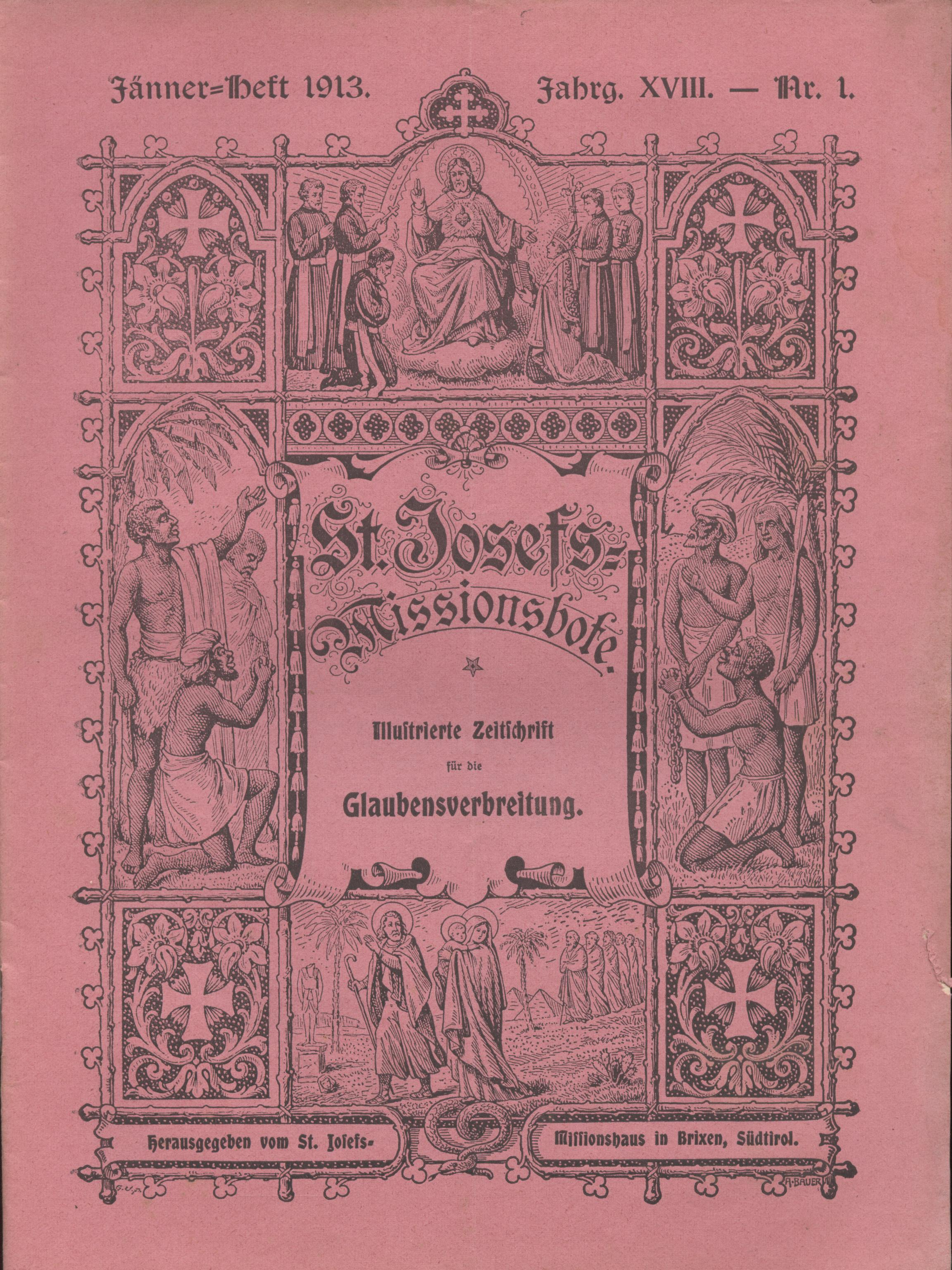
Couverture du mensuel illustré des missionnaires de Mill Hill en langue allemande en 1913 (édité dans le Tyrol du Sud)

La Société des missionnaires de Saint Joseph [MHM] (Societas Missionarium Sancti Josephi) plus connue sous le nom de Missionnaires de Mill Hill a été fondée à Londres en 1866 par Herbert Vaughan qui deviendra archevêque du diocèse de Westminster.
À cette époque, et même s'ils avaient retrouvé leur liberté de culte, les catholiques restaient vaguement suspects d'allégeance étrangère (de par leur attachement au pape) et impopulaires dans l'Angleterre victorienne. La hiérarchie catholique avait été reconstituée depuis peu. Le Père Vaughan fonda le collège pour les Missions Étrangères à Halcombe House, Mill Hill, le 19 mars 1866 (solennité de Saint Joseph). Leur abréviation est mhm.

## Historique
La société est fondée par Henry Vaughan pour évangéliser les peuples des colonies anglaises d'Afrique. C'est la première mission fondée de la sorte en Grande-Bretagne. Les premiers missionnaires sont originaires d'Angleterre et d'Irlande, des Pays-Bas, ainsi que d'Autriche et du Tyrol du Sud.
Elle est active dans l'actuel Ouganda depuis 1895 (vicariat apostolique du Haut-Nil) et au Kenya depuis 1903, où par exemple les évêques du diocèse de Ngong appartenaient jusqu'à récemment à la congrégation. Elle fonde des missions avec des écoles, des dispensaires, des orphelinats et des séminaires. Lorsqu'à l'issue de la Première Guerre mondiale, le Cameroun allemand est partagé entre la France et le Royaume-Uni, les Spiritains se chargent de la partie française et les missionnaires de Mill Hill de l'autre.
La plupart de ces missions africaines sont aujourd'hui arrivées à maturité et, désormais indépendantes de la congrégation, sont devenues des Églises particulières ou locales. L'Afrique forme une région au sein de la congrégation depuis 2008.
Elle s'implante aux États-Unis à Baltimore pour la promotion des anciens esclaves noirs à la fin du XIXe siècle. Aujourd'hui, elle y est impliquée dans le service paroissial à Saint-Louis, Los Angeles et New York.
En Asie, la congrégation travaille depuis la fin du XIXe siècle dans l'accompagnement des communautés rurales dans les anciennes Indes britanniques et néerlandaises. Elle y est toujours active.
Elle est installée en Nouvelle-Zélande depuis 1895 où elle travaille auprès des Maoris.
Après avoir travaillé à partir des années 1970 en Amérique latine, la congrégation a laissé ses œuvres à l'Église locale et n'est plus présente que par trois missionnaires.
Le changement de mentalité dû au bouleversement des mœurs caractéristiques des années 1970, allié à une natalité européenne en décroissance et une impulsion différente donnée à l'idée de « Mission » par le concile Vatican II ont entraîné une baisse notable des vocations européennes, posant sérieusement la question de l'avenir de la congrégation, même si des vocations leur viennent d'Inde et d'Afrique.

## Aujourd'hui
Cette congrégation, en diminution, comptait en 2010: 472 membres (dont 372 prêtres) en Europe, en Afrique et en Asie dans une trentaine de communautés. Elle a culminé en 1959 avec 1136 membres. Les communautés européennes ferment leurs institutions et la plupart de leurs membres ont plus de 70 ans.
Ainsi aux Pays-Bas, où la maison principale est à Oosterbeek, les missionnaires de Mill Hill sont en train de disparaître: le nombre de ses membres est passé de 568 en 1977 à 137 en 2013 (dont 110 de plus de 70 ans et aucun de moins de 55 ans) avec aucune ordination depuis plus d'une vingtaine d'années. Le collège Saint-Joseph qui a formé des générations de missionnaires au départ de Londres a cessé d'être un séminaire de missionnaires dans les années 1970 et a définitivement fermé ses portes en 2006.
Quatre missionnaires travaillent depuis 1988 dans le sultanat de Bruneï. La congrégation est présente en Afrique centrale, en Inde et aux Philippines. Elle commence un travail rural en Chine.
Le chapitre général de juillet 2005 s'est tenu, pour la première fois dans l'histoire de la congrégation, à Nairobi au Kenya. Un des points majeurs abordés par le chapitre est la diminution préoccupante du nombre de ses membres (dont la moitié est à la retraite) et dont l'âge moyen est de 65 à 70 ans.
Le précédent supérieur général de la congrégation élu en 2005 pour cinq ans était le Père Anthony Chantry (Anglais) qui succédait à un Français (le P. Hetsen). Reconduit en 2010, il a été remplacé en  juin 2015 par le P. Michael Corcoran, (Irlandais). Ce dernier est assisté d'un vicaire général et de deux consulteurs.
Les missionnaires s'appuient sur la prière des carmélites. Des laïcs sont engagés également dans l'action des missionnaires de Mill Hill.
Sept missionnaires sont ordonnés en 2013: trois sont originaires d'Inde, deux du Cameroun, un du Kenya et un des Philippines. En 2012, ils étaient quatre : deux d'Inde et deux du Cameroun.

## Missionnaires assassinés
- Le P. Jan Groenewegen, Hollandais, assassiné en 1964 dans le diocèse de Basankusu au Congo-Kinshasa
- Le P. John Anthony Kaiser (1932-2000), citoyen américain, critique envers le régime du président Daniel Moi et à la politique de purification ethnique de la vallée du Rift, est assassiné le 23 août 2000 à Morendat[6].
- Le P. Bertus Santbergen (1918[7]-1964), Hollandais, assassiné en 1964 à Yamboyo dans le diocèse de Basankusu au Congo-Kinshasa
- Le Frère Brian Thorp (1931-2008), sujet britannique, assassiné à Lamu dans le diocèse de Mombassa[8]
- Le Frère Piet Vos, Hollandais, assassiné en 1964 dans le diocèse de Basankusu au Congo-Kinshasa

## Évêques de la Société de Mill Hill
- John William Campling, vicaire apostolique du Nil supérieur
- Willem van Kester (1906-1989), évêque du diocèse de Basankusu
- Julius Peeters (1913-2002), évêque de Buéa
- Peter Rogan (1886-1970), évêque de Buéa
- Gerard Wantenaar (1886-1951), vicaire apostolique de Basankusu